# Zuiderzeeraad
De Zuiderzeeraad was een adviesorgaan van de Nederlandse regering dat van 1919 tot 1969 heeft bestaan. De taak van de Zuiderzeeraad was de regering van advies te dienen met betrekking tot de Zuiderzeewerken en de Zuiderzeesteun. 

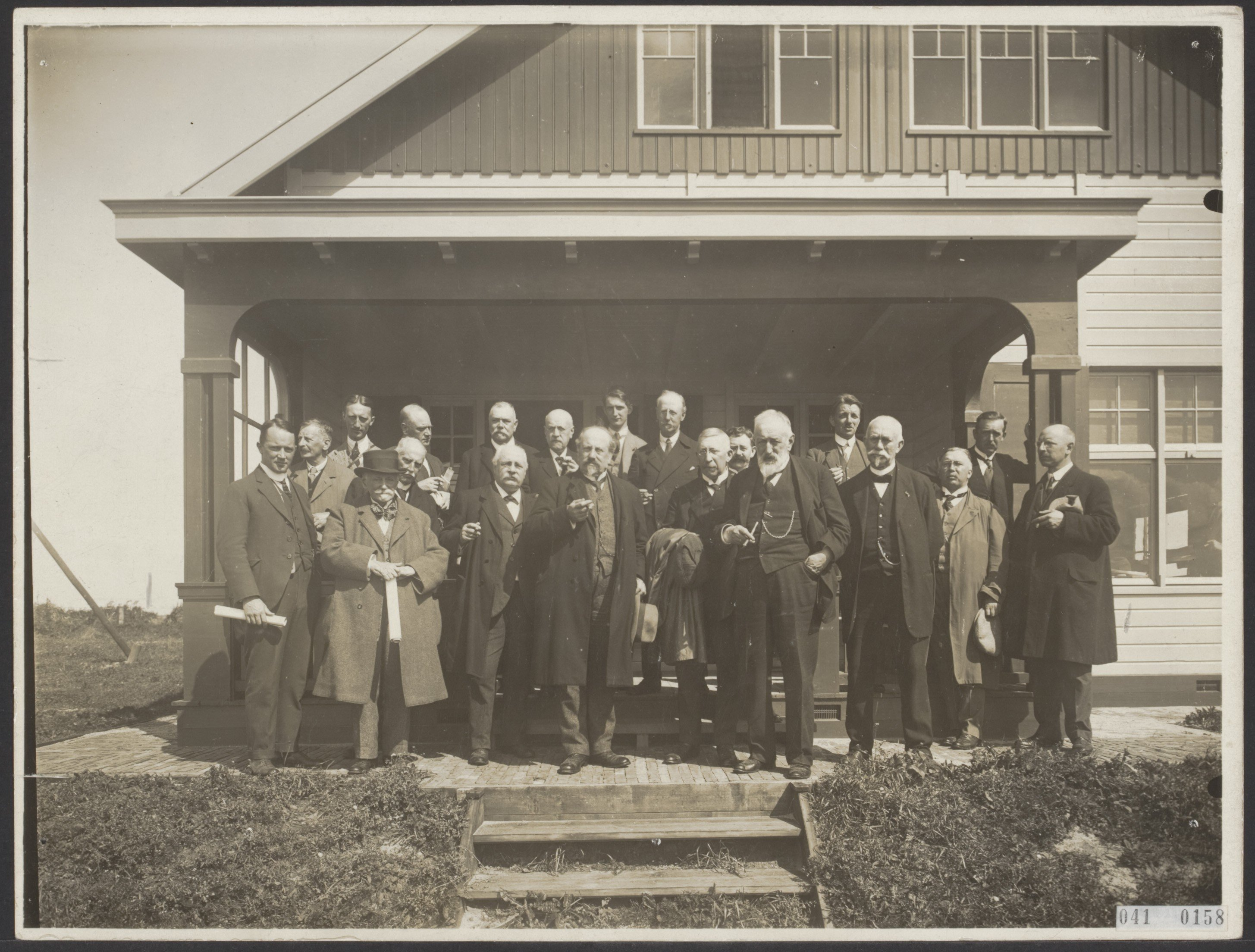
Zuiderzeeraad na een bezoek aan de Wieringermeer in 1920

## Geschiedenis
Bij wet van 14 juni 1918 tot afsluiting en droogmaking van de Zuiderzee (kortweg: Zuiderzeewet) werd ook de Zuiderzeeraad ingesteld. Het was echter wachten op de bijbehorende Algemene Maatregel van Bestuur van 16 juli 1918 voordat deze raad de werkzaamheden kon beginnen. Dat laatste gebeurde na de installatie, die plaatsvond op 16 juni 1919. Tijdens de Tweede Wereldoorlog heeft de Zuiderzeeraad zo goed als niet gefunctioneerd en op 22 februari 1949 werd hij opnieuw geïnstalleerd.

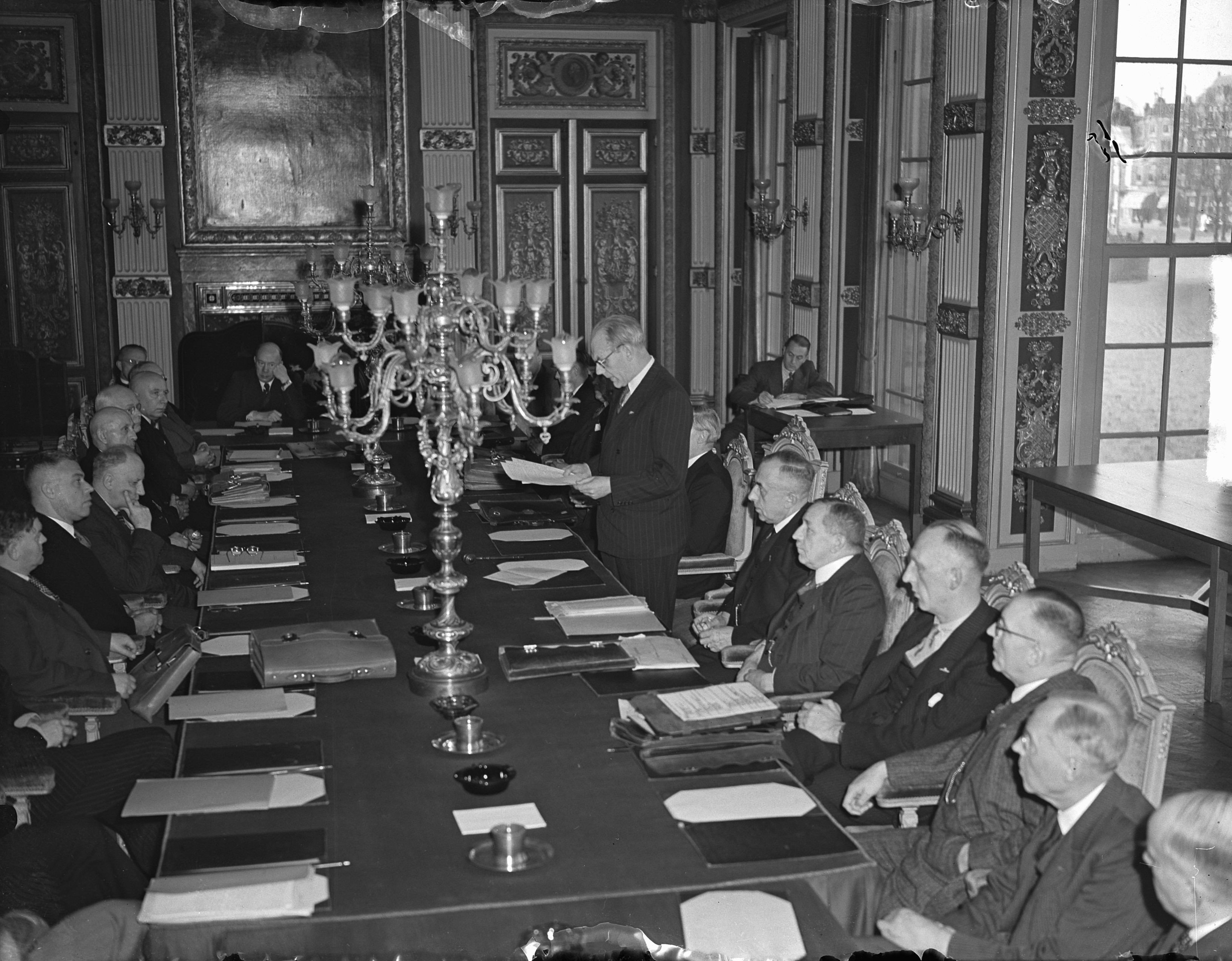
Installatie Zuiderzeeraad door minister Spitzen, 1949

De Zuiderzeeraad installeerde zeven commissies:
- commissie A. Arbeidersbelangen
- commissie B. Vissersbelangen
- commissie C. Bijdragen belanghebbenden
- commissie D. Interprovinciale verkeerswegen
- commissie E. Defensie
- commissie F. Waterbouwkundige werken
- commissie -. Waterhuishouding.

Bij Koninklijk Besluit van 3 september 1969 werd de Zuiderzeeraad opgeheven. De taken gingen over op de Zuiderzeecommissie, een vaste commissie van de Raad van de Waterstaat (1951-1992) die bij KB van 31 augustus 1970 aan de raad werd toegevoegd. De adviestaken van de Raad van de Waterstaat werden per 1 oktober 1992 overgenomen door de per die datum ingestelde Raad voor Verkeer en Waterstaat.

### Voorzitters
- 1919-1929: dr. ir. C. Lely
- 1929-1933: dr. H. Colijn
- 1933-1939: dr. ir. H. Wortman
- 1939-1940: jhr. ir. O.C.A. van Lidth de Jeude
- 1940-1945: ir. M.C.E. Bongaerts
- 1949-1964: dr. E.H. Ebels
- 1964-1969: ir. A.P. Minderhoud

### Secretarissen
- 1919-1966: mr. W.J. Vogel
- 1919-1966: mr. K. Jansma
- 1966-1969: jhr. mr. J.A.E. van der Does